# Reasonable Doubt
Reasonable Doubt je debutové studiové album amerického rappera Jay-Z. Album bylo nahráno u vydavatelství Roc-A-Fella Records a Priority Records, a vydáno 25. června 1996.
Hudebním magazínem Rolling Stone bylo vyhodnoceno jako 248. nejlepší album všech dob.

## O Albu

### Pozadí
Jay-Z se v hudbě snažil prorazit již od roku 1989, kdy si ho všiml jeho pozdější mentor Jaz-O. Postupně se vypracoval a v letech 1993-1994 spolupracoval s umělci, jako byli Big Daddy Kane a Ol' Dirty Bastard.
Stále však neměl smlouvu s hudebním labelem, a tak prodával svou hudbu nezávisle s pomocí přítele, kterým byl Damon Dash. Poté, co si tímto způsobem vybudoval lokální renomé ho upsal nezávislý label Payday Records. Ti mu vydali první singl "In My Lifetime" / "I Can't Get wid Dat". Krátce poté odešel od Payday a založil si vlastní nezávislý label Roc-A-Fella Records, a to společně s Damonem Dashem a Kareemem "Biggs" Burkem.
V letech 1995 a 1996 spolupracoval na písních rapperů Big L a Mic Geronimo, ale stále se pohyboval v "undergroundu". Brzy se mu však obchodně zadařilo, když si dokázal zajistit distribuční smlouvu s malým žánrovým labelem Priority Records.

### Nahrávání
Pro svůj debut získal překvapivě kvalitní producenty, jako Big Jaz, Sean Cane, Clark Kent, DJ Premier, Irv Gotti, Knobody, Peter Panic, Ski. Celé album nahrál v newyorském studiu D&D Studios.
Album bylo nahráno v žánru Mafioso rap, který byl tehdy na východním pobřeží USA velmi oblíbený. Tematicky vypráví příběh života na ulici, kdy se lidé snaží dosáhnout bohatství a respektu prodejem drog.
Na albu hostují The Notorious B.I.G., Foxy Brown, Mary J. Blige a další.

## Po vydání
Umístilo se na 23. příčce žebříčku Billboard 200, v kterém vydrželo po osmnáct týdnů. Ještě lépe se mu dařilo v žebříčku Top R&B/Hip-Hop Albums, kde se udrželo padesátpět týdnů. V únoru 2002 bylo oceněno platinovou deskou za milion prodaných kusů v USA.

## Seznam skladeb
| Pořadí | Název                                                     | Hudba               | Délka |
| ------ | --------------------------------------------------------- | ------------------- | ----- |
| 1.     | Can't Knock the Hustle (ft. Mary J. Blige)                | Knobody, The Hitmen | 5:17  |
| 2.     | Politics as Usual                                         | Ski                 | 3:41  |
| 3.     | Brooklyn's Finest (ft. The Notorious B.I.G. a Clark Kent) | Clark Kent          | 4:36  |
| 4.     | Dead Presidents II                                        | Ski                 | 4:27  |
| 5.     | Feelin' It (ft. Mecca)                                    | Ski                 | 3:48  |
| 6.     | D'Evils                                                   | DJ Premier          | 3:31  |
| 7.     | 22 Two's                                                  | Ski                 | 3:29  |
| 8.     | Can I Live                                                | Irv Gotti           | 4:10  |
| 9.     | Ain't No Nigga (ft. Foxy Brown a Big Jaz)                 | Big Jaz             | 4:03  |
| 10.    | Friend or Foe                                             | DJ Premier          | 1:49  |
| 11.    | Coming of Age (ft. Memphis Bleek)                         | Clark Kent          | 3:59  |
| 12.    | Cashmere Thoughts                                         | Clark Kent          | 2:56  |
| 13.    | Bring It On (ft. Sauce Money a Big Jaz)                   | DJ Premier          | 5:01  |
| 14.    | Regrets                                                   | Peter Panic         | 4:34  |

| Bonusové písně | Bonusové písně                    | Bonusové písně | Bonusové písně |
| Pořadí         | Název                             | Hudba          | Délka          |
| -------------- | --------------------------------- | -------------- | -------------- |
| 15.            | Can I Live II (ft. Memphis Bleek) | K-Rob          | 3:57           |
| 16.            | Can't Knock the Hustle (Remix)    | Irv Gotti      | 4:45           |